# Marquise Brown
Marquise "Hollywood" Brown (4 de junio de 1997) es un jugador estadounidense de fútbol americano que juega en la posición de wide receiver para los Kansas City Chiefs de la National Football League (NFL). Jugó fútbol americano universitario para los Oklahoma Sooners y fue elegido en la primera ronda por los Baltimore Ravens en el Draft de la NFL de 2019. Es primo del también wide receiver Antonio Brown.

## Primeros años
Brown nació el 4 de junio de 1997 en Hollywood, Florida. Jugó al fútbol Pop Warner en la misma liga de Florida con el mariscal de campo de los Ravens, Lamar Jackson, aunque los dos estaban en equipos diferentes.  Brown asistió a South Broward High School en Hollywood, donde también corrió. Como estudiante de 11º grado, Brown corrió los 100 metros en un tiempo de 11.53 segundos en la competencia regional 4A del Distrito 13 de Florida High Schools Athletic Association.  Se transfirió a la escuela preparatoria Chaminade-Madonna College donde, además de jugar al fútbol, también corrió, mejorando su tiempo de 100 metros a 11.05 segundos en el campeonato regional 2A Distrito 15 de la Florida High Schools Athletic Association.

## Carrera universitaria
Después de no recibir ninguna beca de las universidades de la División 1 de la NCAA, Brown firmó con el College of the Canyons para la temporada 2016. Debido a que las universidades júnior de California no ofrecen becas deportivas, Brown trabajó en Six Flags Magic Mountain para llegar a fin de mes. Después de un año en el College of the Canyons, Brown recibió varias ofertas de becas de la División 1, comprometiéndose con Oklahoma.
Durante su primer año en Oklahoma (2017), Brown jugó los trece juegos, comenzando ocho, y tuvo un equipo de 1,095 yardas de recepción y 7 touchdowns. En esa temporada fue el quinto jugador con más yardas recibidas, el cuarto con más promedio de recepción por yardas, el décimo con más touchdowns y el noveno con más yardas desde la línea de Scrimmage de la Big-12. También registró 265 yardas contra Oklahoma State, un récord de Oklahoma por recibir yardas en un solo juego.
En el 2018 jugó 12 juegos recibiendo 1318 yardas y 10 pases de touchdown. Es esa temporada fue el tercer jugador con más yardas recibidas de la Big-12 y octavo de la NCAA, tercero con más promedio de recepción de yardas de la Big-12, el quinto de la Big-12 con más touchdowns y el 6 de la misma conferencia de yardas desde la línea de Scrimmage.
El 2 de enero de 2019, Brown anunció que renunciaría a su último año de elegibilidad para declararse para el Draft de la NFL 2019. 

### Estadísticas[6]
| Año                  | Equipo               | Juegos | Recepciones | Recepciones | Recepciones | Recepciones |
| Año                  | Equipo               | Juegos | Rec         | Yds         | Med         | TD          |
| 2017                 | Oklahoma Sooners     | 13     | 57          | 1095        | 19.2        | 7           |
| 2018                 | Oklahoma Sooners     | 12     | 75          | 1318        | 17.6        | 10          |
| Total (2 temporadas) | Total (2 temporadas) | 25     | 132         | 2413        | 18.3        | 17          |

## Carrera en la NFL

### Baltimore Ravens (2019-Actualidad)
Brown fue seleccionado en el puesto 25 por los Baltimore Ravens en la primera ronda del Draft de la NFL 2019. Fue el primer wide receiver seleccionado.  Firmó su contrato de novato el 7 de junio de 2019. 

#### Temporada 2019/2020
Brown hizo su debut en la temporada regular en la victoria de los Ravens por 59 a 10 contra los Miami Dolphins en la Semana 1, registrando cuatro recepciones, 147 yardas recibidas y dos touchdowns. A pesar de jugar solo 14 snaps, Brown se convirtió en el primer jugador en la historia de la NFL en anotar dos touchdowns de 40 yardas o más en su primer juego. Brown atrapó ocho pases para 86 yardas en una victoria de la Semana 2 contra los Cardenales. Brown perdió las semanas 6 y 7 debido a una lesión. En la semana 12 contra los Rams de Los Ángeles, Brown atrapó cinco pases para 42 yardas y dos touchdowns en una victoria 45-6 en Monday Night Football. En la semana 15, Brown atrapó su séptimo touchdown en una victoria por 42–21 sobre los New York Jets en Thursday Night Football, que empató el récord de la franquicia de los Ravens para la mayoría de los touchdowns recibidos por un novato. Brown terminó 2019 como el segundo receptor líder de los Ravens detrás del tight end Mark Andrews. En su debut en los playoffs, Brown lideró a ambos equipos con siete atrapadas para 126 yardas en una derrota de la ronda divisional 28-12 ante Tennessee. También se destacó la recepción de un espectacular pase de Lamar Jackson de 38 yardas con una mano y entre dos defensivos al final del segundo cuarto. 

#### Temporada 2020/2021
Brown registró cinco recepciones para 101 yardas en la victoria 38-6 sobre los Cleveland Browns en la Semana 1. En la semana 8 contra los Pittsburgh Steelers, Brown registró una atrapada para un touchdown de tres yardas durante la derrota 28-24.  Después del juego, Brown publicó un tuit eliminado que decía "¿Cuál es el punto de tener souljas cuando nunca las usas (¡¡Nunca !!)" debido a su falta de participación en la ofensiva de los Ravens. En la semana 12 contra los Pittsburgh Steelers, Brown registró 4 recepciones para 85 yardas, incluida una recepción de touchdown de 70 yardas de Trace McSorley, durante la derrota 19-14. En la Semana 14 del Monday Night Football contra los Cleveland Browns, tuvo tres drops (cuando recibe el balón y lo suelta, cuenta como pase incompleto), pero también tuvo una recepción de touchdown de 44 yardas que salvó el juego en  4ª y 5ª con 1:51 por jugarse. Terminó el juego con dos recepciones para 50 yardas y los Ravens ganaron 47-42. Fue colocado en la lista de reserva / COVID-19 por el equipo el 16 de diciembre de 2020, y activado tres días después. Brown terminó la temporada regular con 769 yardas y ocho touchdowns.
En la ronda de comodines de los playoffs de la AFC contra los Tennessee Titans, Brown tuvo siete recepciones para 109 yardas y los Ravens ganaron 20-13.

### Estadísticas[1]
| Año                  | Equipo               | Juegos | Juegos como titular | Recibiendo | Recibiendo | Recibiendo | Recibiendo | Recibiendo |
| Año                  | Equipo               | Juegos | Juegos como titular | Rec        | Yds        | Med Yds    | TD         | Lg         |
| -------------------- | -------------------- | ------ | ------------------- | ---------- | ---------- | ---------- | ---------- | ---------- |
| 2019                 | Baltimore Ravens     | 14     | 11                  | 46         | 584        | 12.7       | 7          | 83         |
| 2020                 | Baltimore Ravens     | 16     | 14                  | 58         | 769        | 13.3       | 8          | 70         |
| Total (2 temporadas) | Total (2 temporadas) | 30     | 25                  | 104        | 1353       | 13         | 15         | 83         |

| Año                | Equipo             | Juegos | Recibiendo | Recibiendo | Recibiendo | Recibiendo | Recibiendo |
| Año                | Equipo             | Juegos | Rec        | Yds        | Med Yds    | TD         | Lg         |
| ------------------ | ------------------ | ------ | ---------- | ---------- | ---------- | ---------- | ---------- |
| 2019               | Baltimore Ravens   | 1      | 7          | 126        | 18         | 0          | 38         |
| 2020               | Baltimore Ravens   | 2      | 11         | 196        | 17.8       | 0          | 30         |
| Total (3 partidos) | Total (3 partidos) | 3      | 18         | 322        | 17.9       | 0          | 38         |

## Vida personal
Es primo del también jugador de fútbol americano Antonio Brown.  Brown recibió su apodo de "Hollywood" del comentarista deportivo Gus Johnson mientras estaba en Oklahoma. Su padre es Edwin Brown.